# Messor striatellus
Messor striatellus är en myrart som beskrevs av Arnol'di 1969. Messor striatellus ingår i släktet Messor och familjen myror. Inga underarter finns listade i Catalogue of Life.